# Adur (fleuve)
Pour les articles homonymes, voir Adur.
L’Adur est un fleuve côtier du comté anglais du Sussex. Le district d'Adur dans le Sussex de l'Ouest, lui doit son nom. Autrefois navigable pour les vaisseaux jusqu'à Steyning, où se trouvait un port important, le fleuve s'est ensablé et le port a été déplacé en conséquence non loin de l'embouchure, à Shoreham-by-Sea.

## Hydrographie
L’Adur possède deux bras, l’Adur Occidentale et l’Adur Orientale, qui confluent à Henfield au pont de Betley.
L’Adur Occidentale prend sa source à Slinfold d'où elle s'écoule vers Coolham puis Shipley, où elle reçoit les apports d'un autre ruisseau (Lancing Brook). Elle coule ensuite vers West Grinstead et le château de Knepp. Le mascaret y est important encore au pont de Bines Green (en), au sud de West Grinstead.
L’Adur Orientale prend sa source à Ditchling Common, dans le Sussex de l'Est, s'écoule vers le Sussex de l'Ouest et reçoit les apports d'un autre ruisseau à Twineham puis du Cowfold Stream à Shermanbury.
Ces deux rivières se rencontrent à l'ouest de Henfield pour former l'Adur proprement dit. Celui-ci arrose Upper Beeding et Bramber, contourne Coombes par un val des South Downs non loin de Lancing College (en), où elle bénéficie des apports du Ladywell Stream. L’Adur se jette dans la Manche à Shoreham-by-Sea : l'embouchure est aujourd'hui à 3 km du centre-ville par suite de l'érosion du littoral.
Le canal de Baybridge (en) emprunte une partie du lit de l'Adur.

## Étymologie
Le toponyme Adur est d’étymologie gauloise et apparenté au gallois dwyr qui signifie « eau ». On retrouve le radical -dur- dans plusieurs noms de fleuve d'Europe (Durance, Dora en Italie, Dranse en Haute-Savoie, Drôme, etc.).

## Histoire
À l’époque de l'occupation normande, le comté de Sussex fut divisé en rapes, unités territoriales normalement traversées chacune par un cours d’eau, et où un château tenait lieu de port : ainsi le rape de Bramber (en) s'organisait autour de l'Adur, dont le port était défendu par le château de Bramber. Au Moyen Âge, Bramber, Steyning et New Shoreham étaient des ports actifs. L’Adur Occidentale était, elle, défendue par Knepp Castle, près de Shipley.